# Église Saint-Silvin de Mautort
L'église Saint-Silvin de Mautort est une église catholique romaine située dans le faubourg de Mautort, à l'ouest de la ville d'Abbeville en France, « le seul monument de l'époque romane existant aujourd'hui sur le territoire de la capitale du Ponthieu ».

## Historiographie
Sur l’histoire de l’édifice, nous disposons des observations de l’historien régional Ernest Prarond qui, pour la rédaction de ses Notices sur les rues d’Abbeville, fut amené à visiter le faubourg de Mautort en 1849 et réalisa une description très détaillée de l’église Saint-Silvin. Lors de cette première visite, il fut accompagné du bedeau de l'église et de sa femme et ne rencontra visiblement pas le propriétaire des lieux, M. Prosper-Abbeville de Clermont-Tonnerre.
L’historien affirmait alors « qu[e le faubourg] n’a aujourd’hui rien de remarquable que son église » mais notait à la fin de son exposé sur l’édifice que « personne, pas même P. Ignace, n’en avait parlé jusqu’à présent ». En 1854, dans ses Notices historiques, topographiques et archéologiques sur l’arrondissement d’Abbeville, Prarond évoquait de nouveau le bâtiment, décrivant notamment le déroulement d’une vieille cérémonie qui se pratiquait chaque janvier dans l’église, la bénédiction des pains de Saint-Antoine. Peu avant 1884, Prarond fut de nouveau amené à visiter l'église Saint-Silvin, cette fois-ci, probablement en compagnie de M. Louis Tillette de Clermont-Tonnerre,, le fils aîné de Prosper-Abbeville,. Tillette n'était pas inconnu de Prarond puisqu'il avait rejoint la Société d'émulation d'Abbeville en décembre 1880. Il s'était rapidement distingué au sein de la Société d'émulation par la rédaction en 1884 d'un court article intitulé « Les anciens droits honorifiques dans les églises ». Après avoir de nouveau examiné l'église Saint-Silvin, Prarond approfondissait l'étude de l’édifice dans sa Topographie historique et archéologique d’Abbeville, en précisant son histoire au cours du XIXe siècle et en y ajoutant une liste des prêtres et desservants de l’église de Mautort de la fin du XVIIIe à la deuxième moitié du XIXe siècle. En 1907, « l'historien et archéologue montreuillois » Roger Rodière s'intéressait à son tour à l'église Saint-Silvin. Celui-ci, qui devait visiter l'ensemble des églises du département, livra une description extrêmement détaillée de l'édifice en y ajoutant ses précieuses connaissances en architecture religieuse. De la même manière que Prarond, il tire nombre de ses informations d'un membre de la famille Tillette de Mautort, René Tillette de Clermont-Tonnerre, le fils aîné de Louis Tillette mort quatre ans plus tôt.
En complément des travaux de Prarond ; qui par ailleurs ne chercha jamais à consacrer une étude entière sur l'église mais réalisa, à la manière d'un Pausanias, une description et un bref historique d'un ensemble de lieux qu'il jugeait remarquables; et de l'article de Rodière, une synthèse sur le sujet manque et à l'exception du récent article de Gérard Garçon, nous sommes bien en peine de tracer l'histoire de l'édifice à une période contemporaine.

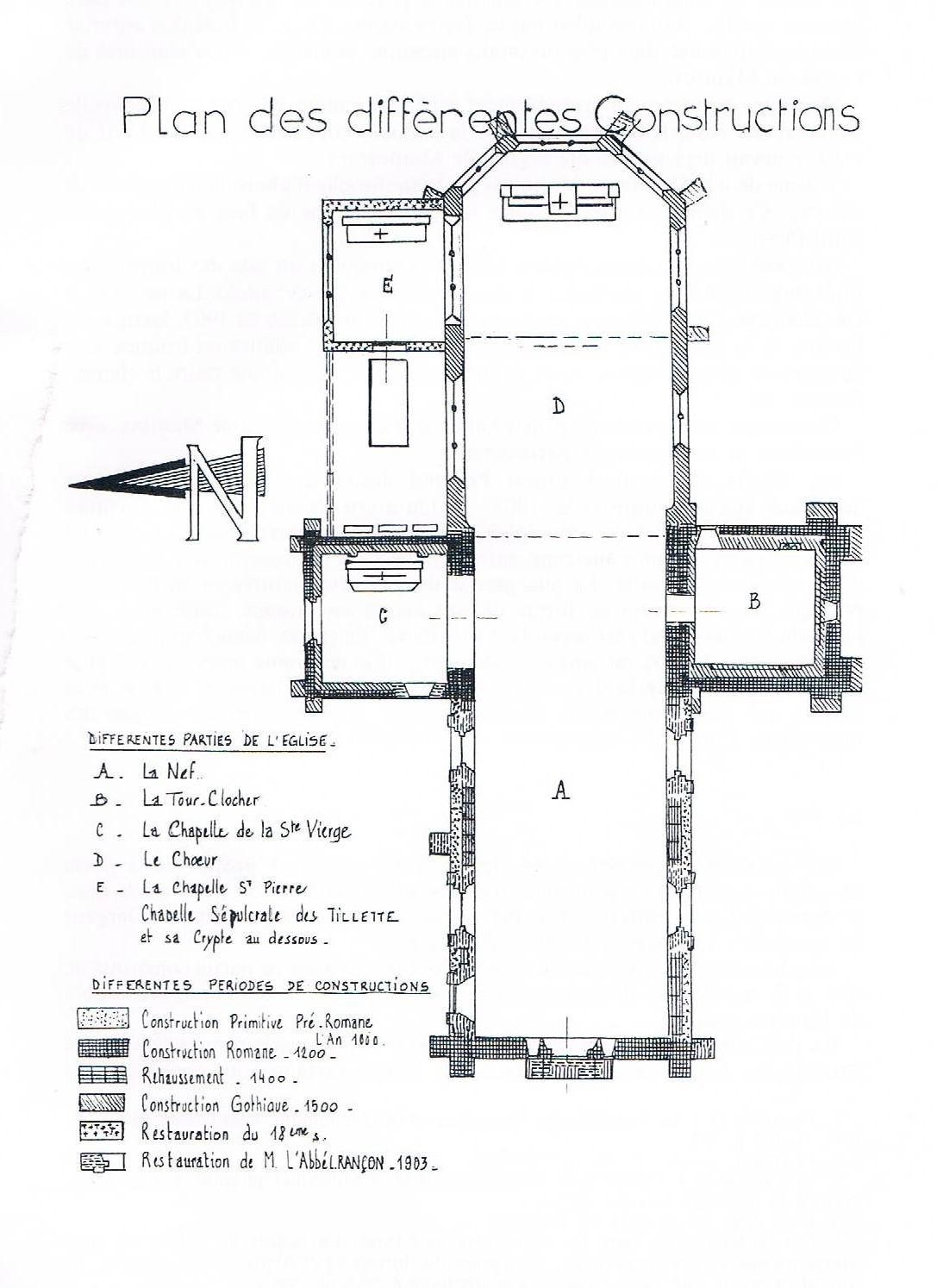
Croquis des différentes phases de constructions de l'église.

## Toponymie
Saint Silvin, ou Sylvin voire Sylvain, est le patron de l'église de Mautort, celle-ci étant la seule du diocèse d'Amiens à être sous la protection de cet apôtre. « Autrefois », un pèlerinage avait lieu en l'honneur de saint Silvin chaque mois de septembre à Mautort,. En effet, une relique de ce saint est conservée au sein de l'église. L'abbé Jules Corblet affirme que saint Silvin était un évêque régionnaire, mort à Auchy-les-Moines. Selon Charles Mériaux, Silvin ne fut pas évêque de Thérouanne, ce titre épiscopal étant une erreur de l'hagiographe Usuard, mais un ermite mort dans le diocèse de Thérouanne et originaire de Toulouse. Cette erreur fut mise à profit par Folcuin, dans ses chroniques des abbés de Sithiu, pour accroître le prestige des reliques du saint, volées par le comte Arnoul Ier de Flandre au monastère d'Auchy, puis amenées au monastère de Saint-Bertin en 951.
Le diocèse d’Amiens a célébré sa fête, le 15 février, jusqu’en 1607. Si dans le martyrologe d'Usuard, de la deuxième moitié du IXe siècle, la fête de Silvin était mentionnée au 17 février, le martyrologe d'Adon de Vienne indique la date du 15 février. Cette date est fautive : si Adon s'est inspiré des travaux préliminaires d'Usuard, dans lesquels il avait inscrit le jour du 15 février, Usuard avait corrigé son erreur après avoir eu connaissance de l'hagiographie de saint Silvin.
Le culte de saint Silvin connut une diffusion précoce et l'ermite bénéficia d'une grande popularité : dès la deuxième moitié du IXe siècle, le saint est mentionné dans les martyrologes carolingiens, tandis qu'aux Xème et XIe siècles, le saint était régulièrement invoqué par les faussaires pour construire des récits d'autorité ou produire des documents forgés.
Il est possible que cette église ne fut pas toujours placée sous le vocable de saint Silvin. Au XIVe siècle au moins, l'église fut possiblement dédiée à saint Séverin, ainsi que nous l'apprend un texte de justice criminel de 1389 du tiré du Livre Rouge de l'Échevinage : « Le mardi 21 février, l’an 1389, il advint que Jean Heruppel, savetier, et Jehane sa femme blessèrent Robin Hochod et Jehane sa femme, de nuit, ce qui a causé la mort du dit Robin [...] fut suffisamment sommé à l’église de Saint Séverin de Mautort [...] ».

## La bénédiction des petits pains de la Saint-Antoine
Prarond nous donne en 1854 le témoignage d'une fête, la bénédiction des animaux pour la fête de Saint-Antoine, qui avait habituellement lieu dans l'église le dimanche suivant le jour de la Saint-Antoine, donc après le 17 janvier :

« Les cultivateurs des environs font bénir pendant la messe des petits pains ronds que l’on vend ensuite à la sortie de l’office au profit de l’église ; ces petits pains, appelés pains de St-Antoine, sont donnés aux bestiaux pour les préserver des maladies ; on en apporte en grande quantité ; il ne s’en est pas béni cette année moins de quatorze cents, »

Prarond précise que cette tradition n'est pas propre aux environs de Mautort. Tombant peu à peu dans l'oubli, la fête fut un temps ravivée par l'abbé Maurice Cheyns,. Elle n'est plus célébrée à Abbeville depuis 1988.

## Portrait d'un édifice remanié
D’après Prarond, la date de la fondation de l’édifice n’est pas connue avec précision, l’église ayant été, en certains endroits, remaniée à différentes époques. Il distingue au sein de l’édifice cinq parties distinctes, d'ouest en est :
- La nef.
- La tour-clocher.
- La chapelle de la Sainte Vierge.
- Le chœur
- La chapelle Saint Pierre.

Les descriptions de Prarond et Rodière nous permettent de dresser un tableau complet de l'édifice à différentes dates, en 1849, en 1884 et en 1907, et d'en observer les évolutions au gré des travaux menés par Louis Tillette de Clermont-Tonnerre dans la deuxième moitié du XIXe siècle et du prêtre Léopold Rançon au début du XXe siècle.

### La nef
La nef, orientée vers le village de Cambron, est la partie la plus ancienne encore visible. La façade ouest de l'édifice est caractérisée par la présence à son milieu d'un épais contrefort, percé à la base d'une porte, depuis le XVIIIe siècle. Rodière estime que la disposition de ce contrefort est primitive car il n'aurait pas eu de sens de construire un contrefort aussi imposant en cet endroit s'il était nécessaire d'y ériger l'entrée principale de l'église. En haut du pignon, deux petites fenêtres de chaque côté du contrefort éclairent la nef. Les murs latéraux de l'église, exhaussés et renforcés de contreforts en brique, sont constitués de ce que Rodière qualifie « d'opus incertum », c'est-à-dire qu'ils sont « construits de silex, de moellons et de pierre de petit appareil ». Ils sont percés de quatre fenêtres en plein cintre, assez grandes, en ogives obtuses. Celles-ci sont des créations tardives. En effet, lorsqu'en 1849, Prarond visita l'édifice pour la première fois, ces « quatre petites fenêtres [étaient] étroites, cintrées, et percées comme des meurtrières, c'est-à-dire s'élargissant vers l'intérieur ». En 1903, l'abbé Rançon avait mené des travaux, aidé de ses paroissiens, visant à rénover les fenêtres et la porte nord de la nef : elles ont donc été agrandies, repercées et refaites en brique. La corniche surmontant la porte latérale nord est décorée de modillons peu ornés, trois ou quatre étant décorés de têtes de personnages, ce qui est une caractéristique du XIIe siècle. Cette corniche reposant sur un mur en appareil régulier, Rodière date du XIe siècle la partie inférieure des murailles de l'édifice.

### La tour-clocher
La tour-clocher, du XIIe siècle, s'élève au sud de la nef. Elle est dotée de murs de plus d'un mètre d'épaisseur, percés « au rez-de-chaussée, de deux petites fenêtres cintrées (au sud et à l'est), ébrasées vers l'intérieur et dépourvues d'archivoltes, à talus très incliné ». Les commencements d'une voûte historiée à chaque angle, c’est-à-dire décorée de scènes à personnages, témoignent d'une refaçon du XVe siècle. Garçon estime que cette voûte était gothique, et donc postérieure à la construction du rez-de-chaussée roman. À ses débuts, la tour servait de chapelle puisqu'on y voit encore la piscine romane de cette première construction. Selon Rodière, les contreforts, qui s'élèvent jusqu'au premier étage de la tour, sont du XIIIe siècle car ils sont trop saillants pour être d'origine. L'appareil de la maçonnerie change au premier étage. De plus, l'étage supérieur a été diminué d'élévation. En effet, au sud et au nord, la base de deux anciennes fenêtres apparaît encore. Et, à l'intérieur de la tour, la muraille forme un encorbellement de trois assises destiné à porter un plancher. La cloche, seule, alors qu'il en existait trois avant la Révolution, date de 1839, d'après la gravure dont elle est ornée :
(main) L'an 1839 j'ai été bénite par Mr Louis Théodore Thiebaut curé de Cambron & Mautort & nommée Adrienne Eugénie par Mr Adrien

Tillette de Clermont-Tonnerre & par mademoiselle Eugénie Tillette de Clermont-Tonnerre

Faite par les soins du sieur Jacques Plé trésorier.

Il n'y a pas de nom de fondeur.

### La chapelle de la Vierge
Dans la chapelle de la Vierge, « à l'orient, une arcade en anse de panier, très sculptée de feuillages grassement traités, et portée sur pieds-droits prismatiques à niches vides, encadre une très petite fenêtre de même forme ». Rodière se demande s'il s'agit d'une arcade de retable. D'après Garçon, la chapelle est plutôt du XVe siècle car la corniche est la même à l'intérieur qu'à l'extérieur, ce qui signifie que les modillons et les pierres de l'ancien chœur détruit ont été réemployés pour la construction. La chapelle a donc été ajoutée après l'achèvement du chœur gothique.

### Le chœur
Tout comme la chapelle de la Vierge et la nef, le chœur, du XVe siècle ou du XVIe siècle, « n'a pas de voûte, mais, [...] une charpente apparente de la dernière période gothique, à poinçons en forme de colonnes prismatiques ». Plus élevé que la nef, le chœur est éclairé par sept fenêtres en ogives obtuses, quatre d'entre elles étant ornées de branchages en pierre caractéristiques du gothique flamboyant. Une des fenêtres est condamnée par l’accolement au nord de la chapelle Saint-Pierre. Le chœur se termine par un chevet à trois pans. Celui du milieu est plus large. Les fenêtres du chœur, arborant dans leur quasi-totalité des vitraux du XIXe siècle, ont conservé dans les tympans quelques fragments (du quatrième quart du XVe siècle) :
- À droite, la Trinité (Dieu le Père tenant son Fils mort sur la croix), des anges, le soleil et la lune.
- À gauche, des grappes de raisin noir et vert.

À droite du maître-autel s'élève une piscine, à cadre rectangulaire autour d'une arcade flamboyante à contre-courbe subtrilobée, avec feuilles de chou sur les rampants et fenestrages à mouchettes dans les écoinçons. Elle subit les infiltrations d'eau provenant de la baie voisine.
Derrière le maître-autel se trouve une dalle funéraire de stinkal, un marbre du Boulonnais, en l'honneur de Marie Fertin, la première femme de Pierre Tillette qui a construit la chapelle Saint-Pierre. Autrefois au milieu du chœur, cette pierre était signalée disparue par Prarond lors de sa visite de 1884, la stèle ayant été probablement déplacée lors de pose des stalles et du pavage en marbre en 1875. Sur cette dalle est inscrit :
ci gist damoiselle Marie Fertin

en son vivant femme de Pierre

Tillette escver seignevr de

Mavtort Cambron la Motte

Drvcqvetel Sailli Grandval

Martaigneville en partie

laqvelle deceda le 21e iovr

de febvrier 1620 pries Diev

povr son ame

« En dessous, au milieu d'enroulements et de lambrequins, sont deux écussons très effacés ; sur le papier on voit un chevron et une dasce accompagnée de ... Ces restes suffisent à faire connaître les armes des Tillette et des Fertin : de sable à la fasce d'argent accompagnée de 3 Quintefeuilles de même, 2 et 1 ».

### La chapelle Saint-Pierre
Jouxtant le chœur, il s'élève une seconde chapelle latérale. Celle-ci se nomme la chapelle Saint-Pierre, du nom de son fondateur, Pierre Tillette (mort le 15 avril 1660). Elle fut reconstruite à neuf en 1879 ainsi que nous l'apprend l'inscription suivante :
Cette chapelle a été fondée en 1643

par Pierre Tillette

écuyer, seigneur de Mautort

et reconstruite en 1879 par le Baron Tillette

de Clermont-Tonnerre son sixième descendant.

« La porte de cette chapelle est surmontée d'un écusson sculpté, de la fin du XVIe siècle ou du commencement du XVIIe siècle, provenant du château de Cambron : [d'azur] au chevron [d'or], au chef [du même], chargé d'un lion léopardé [de gueules]. L'écu est timbré d'un heaume de front, à lambrequins, cimé d'une tête de lion ; supports : deux léopards lionnés ». En dessous de cette chapelle se trouve le caveau sépulcral des familles Tillette de Mautort et de Clermont Tonnerre.
Dans le fond de l’église, siège l’autel de Saint Silvin, patron de Mautort, autel qui fut reconstruit à neuf en 1846.

Les différentes façades de l'église de Mautort
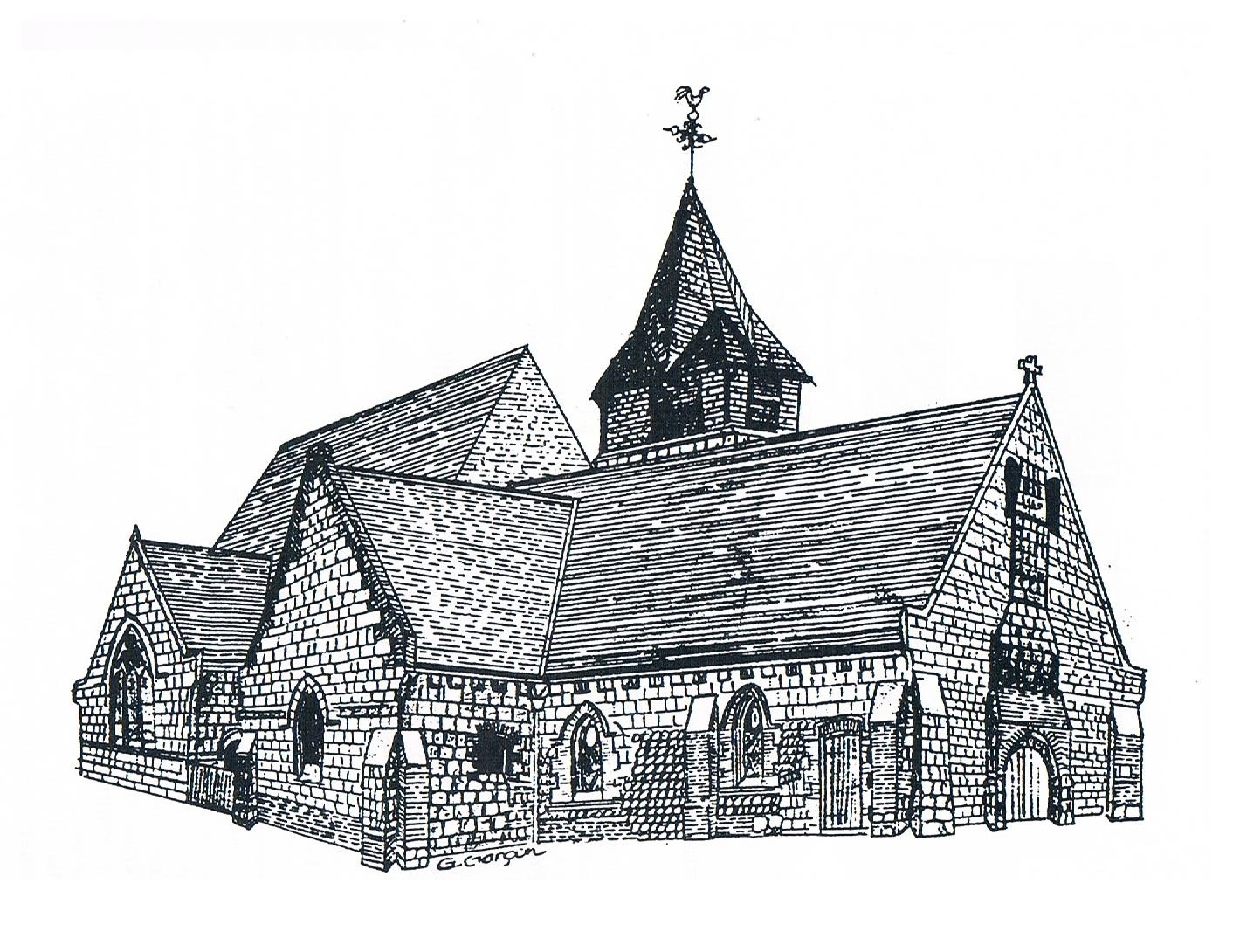
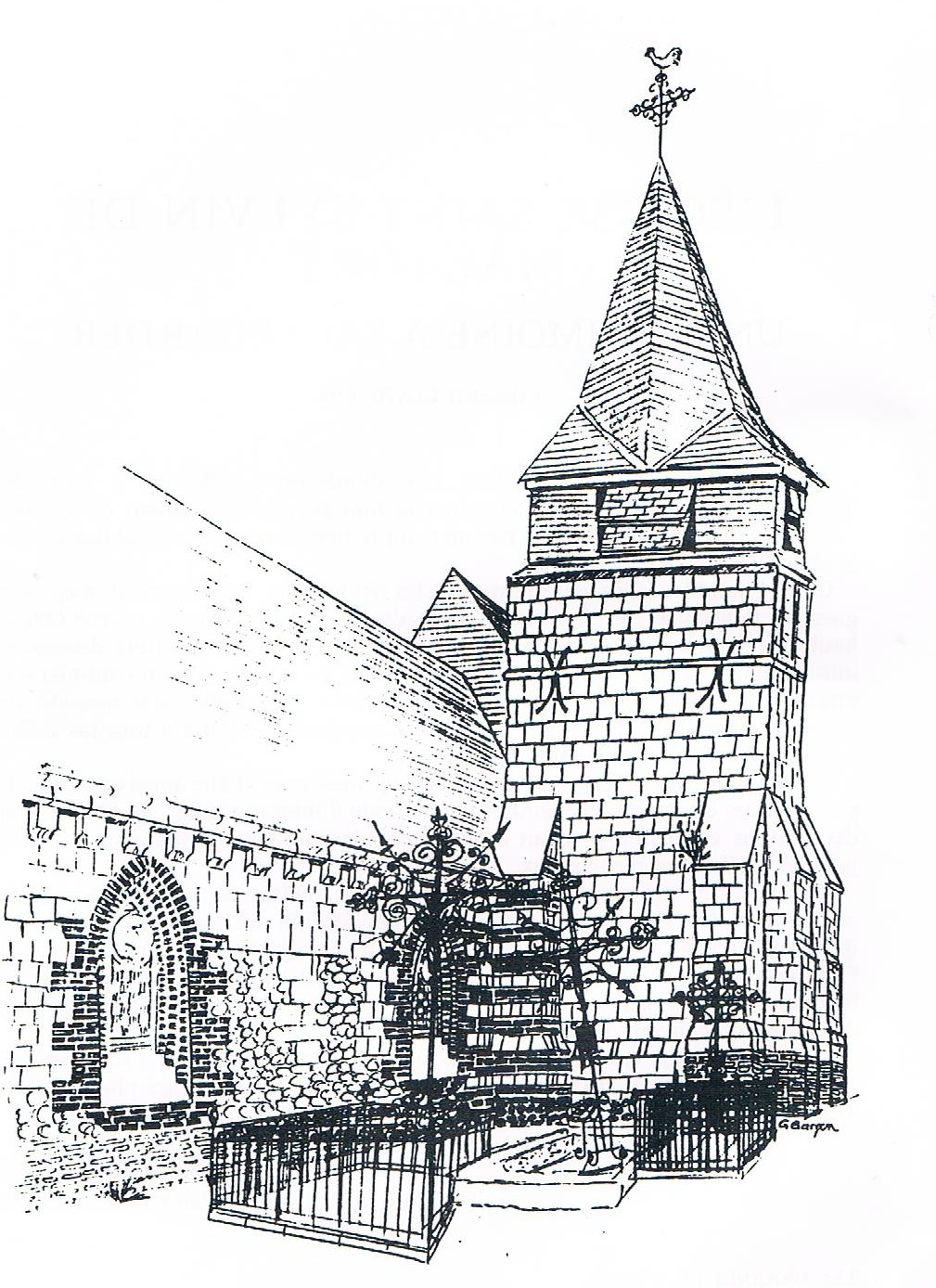
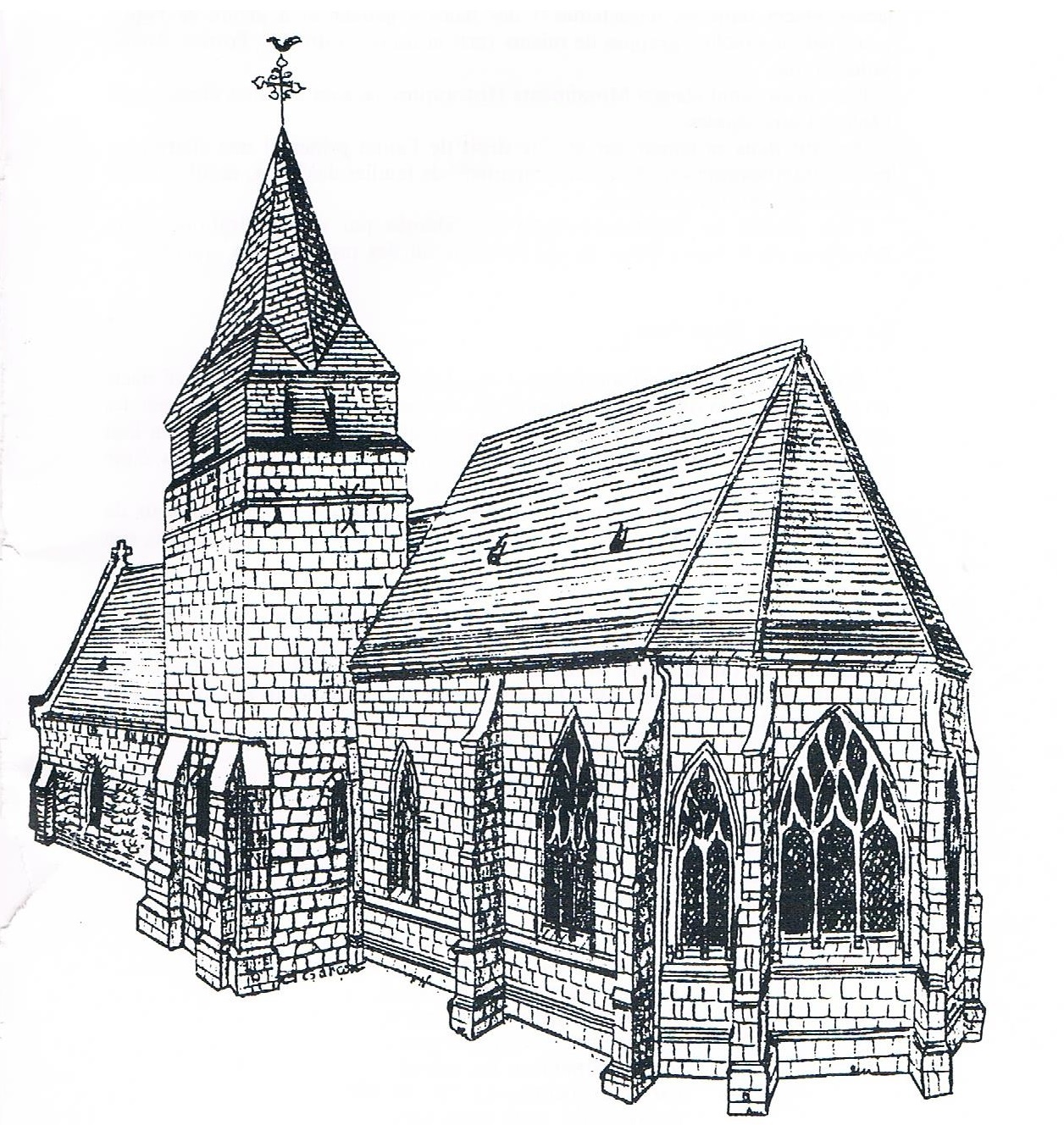

## Histoire

### La fondation de l'église (XIesiècle)
S'il est difficile de déterminer la date de construction de l'église Saint-Silvin, Gérard Garçon affirme que « d'après la tradition des Anciens elle aurait été primitivement une chapelle de marins ». Une hypothèse qui ne serait pas dénuée de vraisemblance : selon Garçon, à une période peu lointaine, la mer arrivait jusqu'à Abbeville. Prarond émettait l’hypothèse que dans les premiers temps de son existence, l’église Saint-Silvin était la chapelle de la domus du seigneur tenant le fief de Mautort. L'existence d'une place forte au sein du faubourg de Mautort est attestée par une lettre de rémission du roi Jean II datée du 16 novembre 1360 : la milice urbaine d'Abbeville ayant détruit la même année plusieurs places fortes autour de la commune, dont la maison forte de Mautort, pour empêcher que des troupes anglaises et navarraises ne s'y installassent, le maire et les échevins d'Abbeville demandèrent au roi son pardon, de crainte que les propriétaires de ces places fortes ne réclamassent réparation,,. D'après Prarond, qui s'appuie sur des informations collectées par Louis Tillette de Clermont-Tonnerre, les restes de la domus se trouvent au bout de la rue nommée Impasse de l'Église. Du temps où l'historien visita le faubourg pour la première fois, les traces de l'existence de la place forte consistaient en une butte circulaire solide qui ne s'élevait que très légèrement au-dessus du marais. L'église de Mautort est mentionnée pour la première fois dans une charte de 1197 présente dans les cartulaires du chapitre de la cathédrale d’Amiens : 

« En outre, notre église [la cathédrale] possède des cures et des droits d'imposition sur les prêtres dans l'église de Berteaucourt, près de Rue, et dans les églises de Mayocq, de Tourmont, de Nampont, ainsi que dans les églises de Mautort, de Stelle, et dans ses dépendances [les églises qui dépendent d'elle] ; dans les églises de Villers-Bocage, de Bus, de Morlancourt, de Berbicres et de Blangy ; dans les églises de Cilli, de Vaux, près de Montdidier ; dans les églises de Cottenchy, de Pavery et de Maisnières. »

Dans un autre document, l'église de Mautort est mentionnée parmi les églises dont le prêtre est présenté à l'évêque par le chapitre cathédral : « Voici les églises dont le chapitre présente les prêtres à l'évêque d'Amiens. Les églises de Crécy [...] de Mautort ». Il est probable que depuis 1197 au moins, le chapitre était le patron de l'église de Mautort avec le droit de præsentatio, c'est-à-dire qu'il avait le pouvoir de proposer à l'évêque un desservant pour l'église. L'évêque pouvait s'opposer à cette candidature. Vraisemblablement à la fin du XIIe siècle, le seigneur de Mautort avait abandonné son droit de patronage au profit du chapitre cathédral d'Amiens. Il se réservait toutefois des droits honorifiques tels qu'une place distincte dans le chœur, le premier rang à la procession, et surtout, le droit de litre et d'armoiries, sur les monuments religieux. D'après Gérard Garçon, il est toujours possible de constater sur l'église Saint-Silvin l'existence de la bande noire matérialisant le droit de litre : « à l'extérieur, sur le chœur, des traces noires sont encore visibles ainsi que de place en place des coups de ciseaux encore bien apparents ».

### L'église paroissiale de Mautort (duXIIesiècleauXVIIIesiècle)
L’église eut par la suite peu l’occasion de faire parler d’elle. La nef fut rehaussée au XIVe siècle, époque où fut élevée la tour du clocher, au-dessus d'une chapelle romane. En 1397 – 1398, sous la mairie de Guérard Faffelin, des sergents d’armes de la commune d’Abbeville furent envoyés à Mautort pour surveiller la fête de Saint Séverin,. À la suite d’une lettre adressée le 17 avril 1570 par Nicolas Le Beauclerc, receveur général, et Claude Barjot, commissaire du roi en Picardie, à l’Échevinage, une enquête fut menée les 8 et 22 mai et le 8 juin 1570 dans les différentes paroisses de la ville pour déterminer la présence de protestants à Abbeville. Le 22 mai, le curé et quelques paroissiens de Saint-Silvin de Mautort comparurent devant la commission au Grand Échevinage. De leur déposition il apparaît qu’aucun protestant ne résidait alors dans la paroisse. Jusqu’au XVIIIe siècle, l’église Saint-Silvin fut l’église paroissiale du faubourg de Mautort.
À la suite de la réunion du 12 décembre 1726 de l’Assemblée du Clergé de France, il fut décidé que chaque titulaire d’un bénéfice ecclésiastique devait remettre dans un délai de six mois une déclaration des revenus et des charges de leur bénéfice au syndic du diocèse. Le roi approuva cette mesure le 3 mai 1727 par l’arrêt du Conseil d’État du 3 mai 1727 et les Lettres Patentes du 15 juin, enregistrées au Parlement le 4 septembre 1727. L’ensemble de ces déclarations permirent à l’Assemblée de 1730 de dresser le nouveau département général, l’échelle de la répartition des décimes ordinaires.
Pour l'année 1728, les charges de la paroisse s'élevaient à 177 livres au total, dont 27 livres étaient dévolus aux réparations du chœur et du presbytère et 150 aux frais de dîme. Les charges déduites, il restait donc 443 l., 13 s. au bénéficiaire de la cure. Le chapitre d'Amiens prélevait en effet une dîme d'un sixième des récoltes dans les champs et un demi dans les novales, c'est-à-dire les terres nouvellement défrichées et mises en culture.
Concernant les mesures utilisées dans l'état des revenus et des charges de la paroisse de Mautort, d'après Darsy, « le setier [d'Abbeville] se composait de seize boisseaux ; huit boisseaux formaient la mine, et douze setiers le muid. Le setier au blé contenait 3 setiers 3 piquets et un tiers d'Amiens ; celui au mars 3 setiers et un demi-piquet. Le setier de froment pesait 204 livres ». Dans sa démonstration, Darsy rapporte la mesure d'Abbeville, et toutes les autres de la région d'ailleurs, à la mesure d'Amiens. Il détermine que « le setier au blé [d'Amiens] est représenté aujourd'hui par 35 litres 28 centilitres, et le piquet par 8 litres 82 centilitres ; le setier à l'avoine par 50 litres 98 centilitres ». Il ajoute que « le setier de froment pesait 50 livres, et le setier d'avoine 30 livres ».

### La propriété de la famille Tillette de Mautort (de la Révolution à 1875)
L’église n’échappa pas aux aléas de la Révolution : la litre funéraire, située sur le mur extérieur du chœur, a été à moitié effacée par des coups de ciseaux. En 1789, le village de Mautort, jusque là englobée dans la banlieue d'Abbeville, devint une municipalité distincte, dotée d'une administration propre. La municipalité eut à sa tête un certain M. d'Oppenay. Ce dernier avait succédé à Jean-Baptiste-Adrien Tillette de Mautort, élu maire d'Abbeville, de Mautort et de Cambron le 22 janvier 1790 mais qui renonça à ces deux dernières au profit d'Abbeville,. La municipalité de Mautort fut officiellement supprimée le 16 juin 1791, à la suite d'une décision des administrateurs du district d'Abbeville du 1er mai 1791, approuvé le 11 juin par le Directoire de la Somme. En 1791, les paroissiens de Yonval furent rattachés à l’église de Rouvroy tandis que ceux de Mautort à CambronPrarond 1884, p. 526. Par le décret des 5 et 16 mai 1791 relatif aux biens meubles et immeubles dépendant des églises paroissiales ou succursales supprimées ou à supprimer, l'Assemblée Nationale ordonna la fermeture de tous les cimetières intra-muros et leur vente comme biens nationaux dans un délai de 10 ans. À Abbeville, il fut décidé l'ouverture du cimetière Ducrocq, à l'emplacement de l'actuel CM 17, du nom du premier mort qui y fut enterré. Le cimetière de l'église Saint-Silvin subsistait en plus du cimetière Ducrocq et de celui de Notre-Dame de la Chapelle. Le 15 juin 1791, sur ordre du district, l'église Saint-Silvin fut fermée par des officiers municipaux avec dix autres églises d'Abbeville et de sa banlieue afin d'éviter tout risque de soulèvements populaires. Seules les églises Saint-Vulfran, Saint-Gilles, Saint-Sépulcre et Saint-Jacques demeuraient ouvertes au culte,,,. Le 17 octobre, le presbytère de Mautort fut racheté aux enchères par le prêtre de l’église alors en fonction, Pierre-Denis Bouteiller, pour 1 650 livres. Le 29 novembre, l’église et le cimetière furent adjugés à Jean-Baptiste Adrien Tillette pour 1 525 livres afin de « [mettre] en sûreté la sépulture de la famille ». Prarond estime qu'à la même époque Pierre-Denis Bouteiller céda le presbytère à Adrien Tillette. En 1804, l’église Saint-Silvin devint annexe de Cambron. En 1836, le toit du chœur de l'église, en tuiles, s'étant effondré en partie, et la couverture en chaume de la nef étant en mauvais état, les paroissiens de Mautort financèrent la pose d'ardoises. En outre, ils firent construire un plafond à l'intérieur de la nef et du chœur, à leur frais. Pour l'ensemble de ces travaux, les paroissiens dépensèrent entre 7000 et 8 000 francs,. En 1873, le maire de Cambron, Louis Tillette de Clermont-Tonnerre, concédait gratuitement l’église à la municipalité d’Abbeville, mais se réservait le caveau sépulcral. La Ville accepta la donation l’année suivante, à la condition que l’ensemble des bâtiments lui soit propriété pleine et entière. La décision fut officialisée en 1875.

### Une église abbevilloise (depuis 1875)

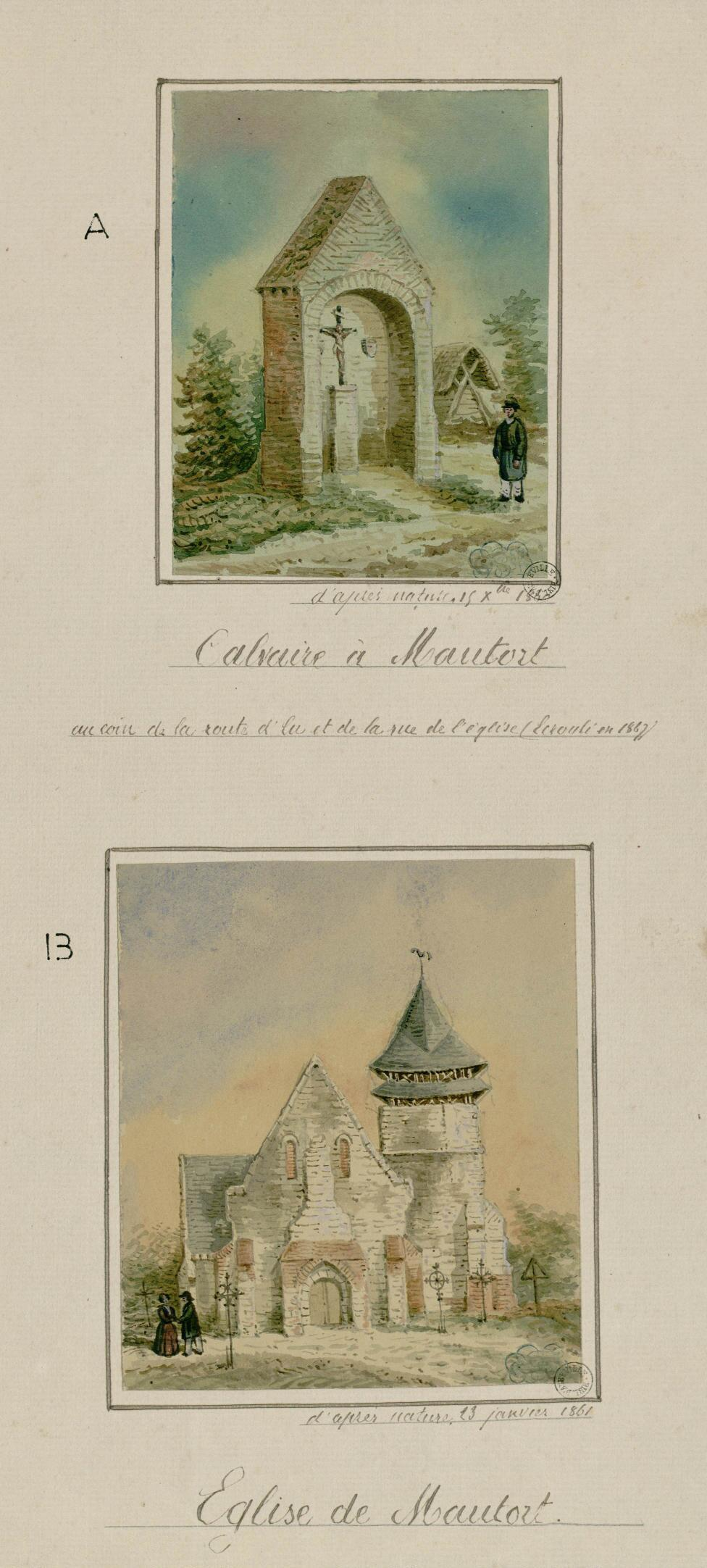
Calvaire à Mautort et église de Mautort.

On peut supposer que l'église a peu souffert des deux guerres mondiales. Les funérailles des victimes du bombardement du 3 février 1943, dont beaucoup étaient originaires de Rouvroy, durent être célébrées à l'église de Mautort parce que l'église de Rouvroy avait été trop endommagée par les bombes lancées par les avions britanniques. De nos jours, l’entretien et la promotion de l’édifice est assurée par l’association des Amis de Saint-Sylvin de Mautort créée le 4 février 1983 à l'initiative de Gérard Garçon,. Ce dernier était membre correspondant de la Société d'émulation d'Abbeville depuis le 5 décembre 1979. Cependant, au milieu des années 1990, l'association fut mise en sommeil. Dans la nuit du 4 et 5 août 2013, cinq statuettes en bois peint, datant du milieu XIXe siècle, et une vierge en plâtre, de la fin du XIXe siècle ou du début XXe siècle, furent dérobées par des pilleurs d’églises,,. D'une hauteur d'environ soixante centimètres, les statuettes étaient placées dans des niches du maître-autel. La statue de la Vierge se trouvait quant à elle sur un socle, en hauteur d'un des murs latéral de l'église. La mairie, propriétaire du mobilier, avait déposé plainte au commissariat de police d'Abbeville. Le réseau fut démantelé par la PJ de Lille et la sûreté publique d’Arras la même année,. L'association des Amis de Saint-Sylvin fut relancée en juin 2014 grâce à une demi-douzaine de bénévoles sous la présidence de Louis Chavane, un descendant de la famille Tillette,,. Le 17 juin 2016, elle signa un accord de convention avec la mairie d'Abbeville dans le cadre de la politique culturelle de la Ville.

Les illustrations sont classées par ordre chronologique
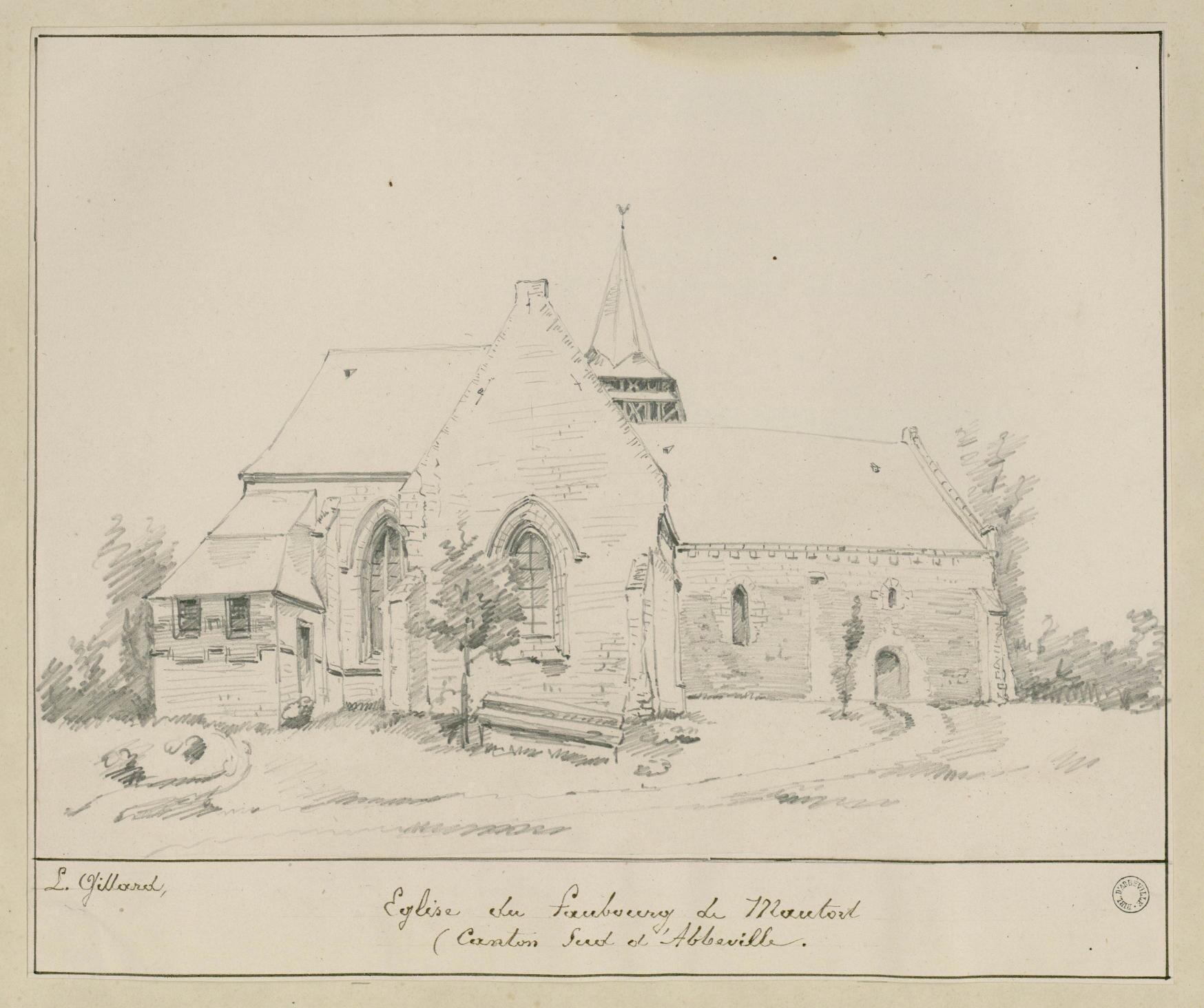
Dessin de Léon Gillard vers 1860[65].
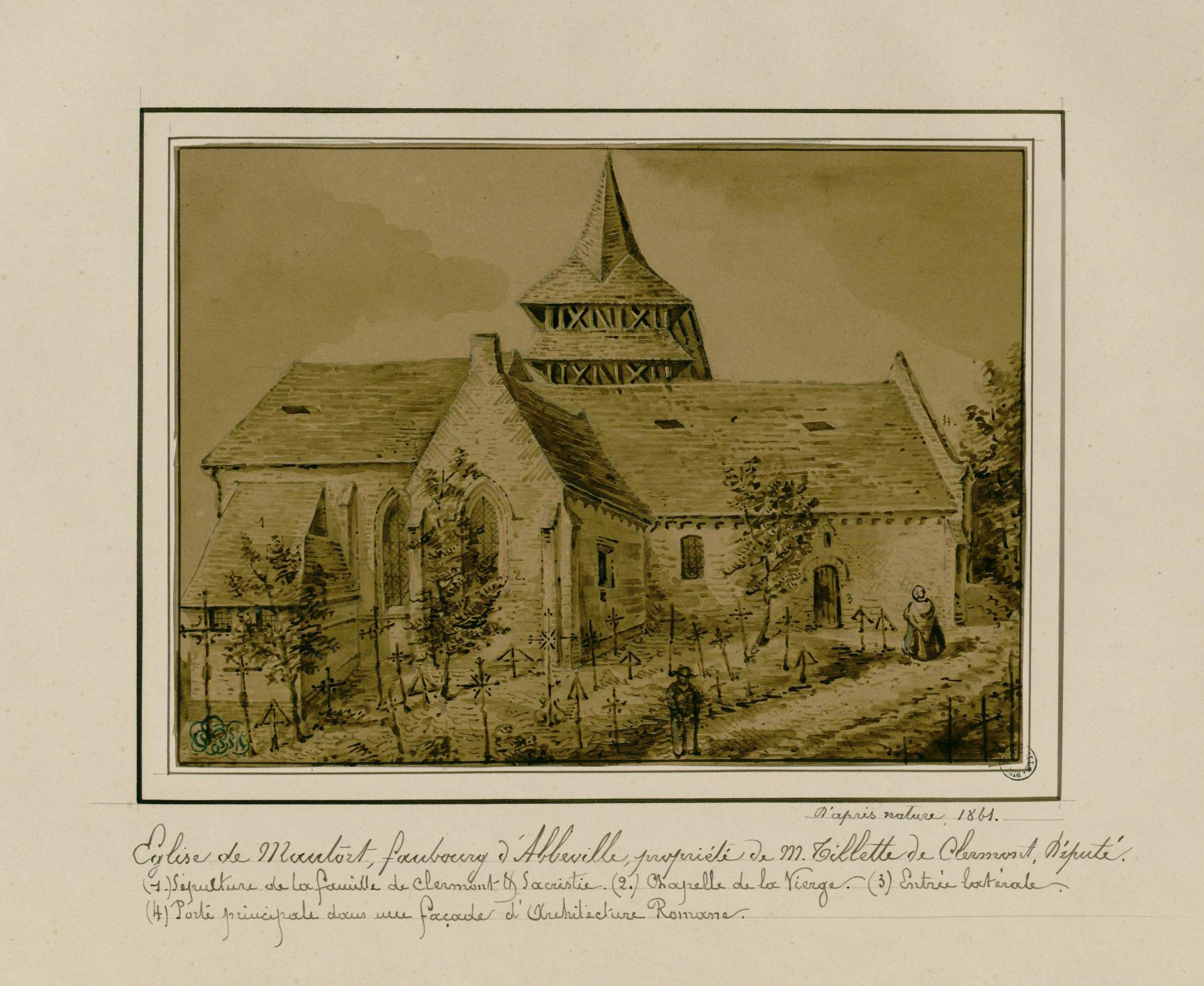
Aquarelle de 1861[66].
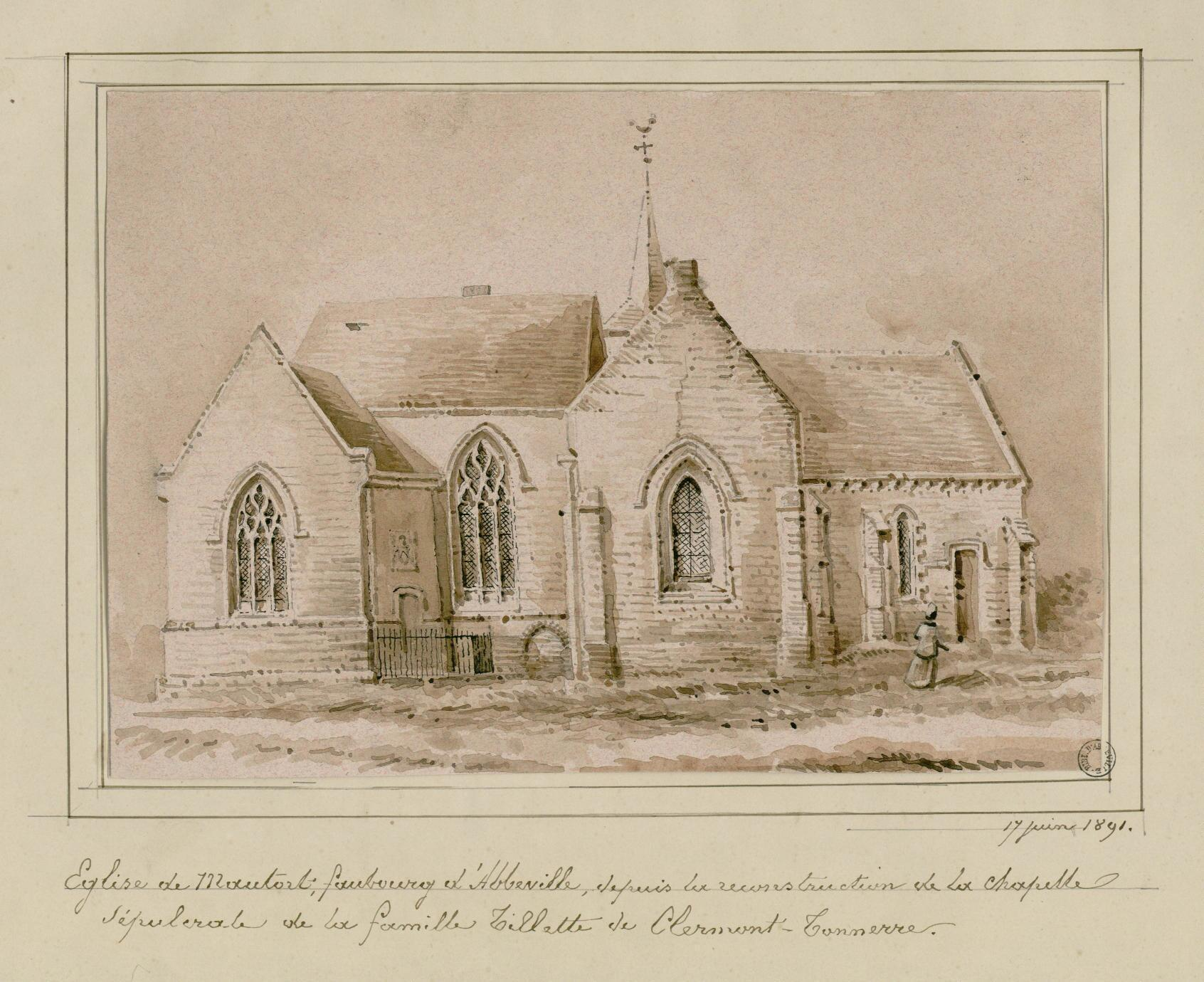
Aquarelle de 1891[67].
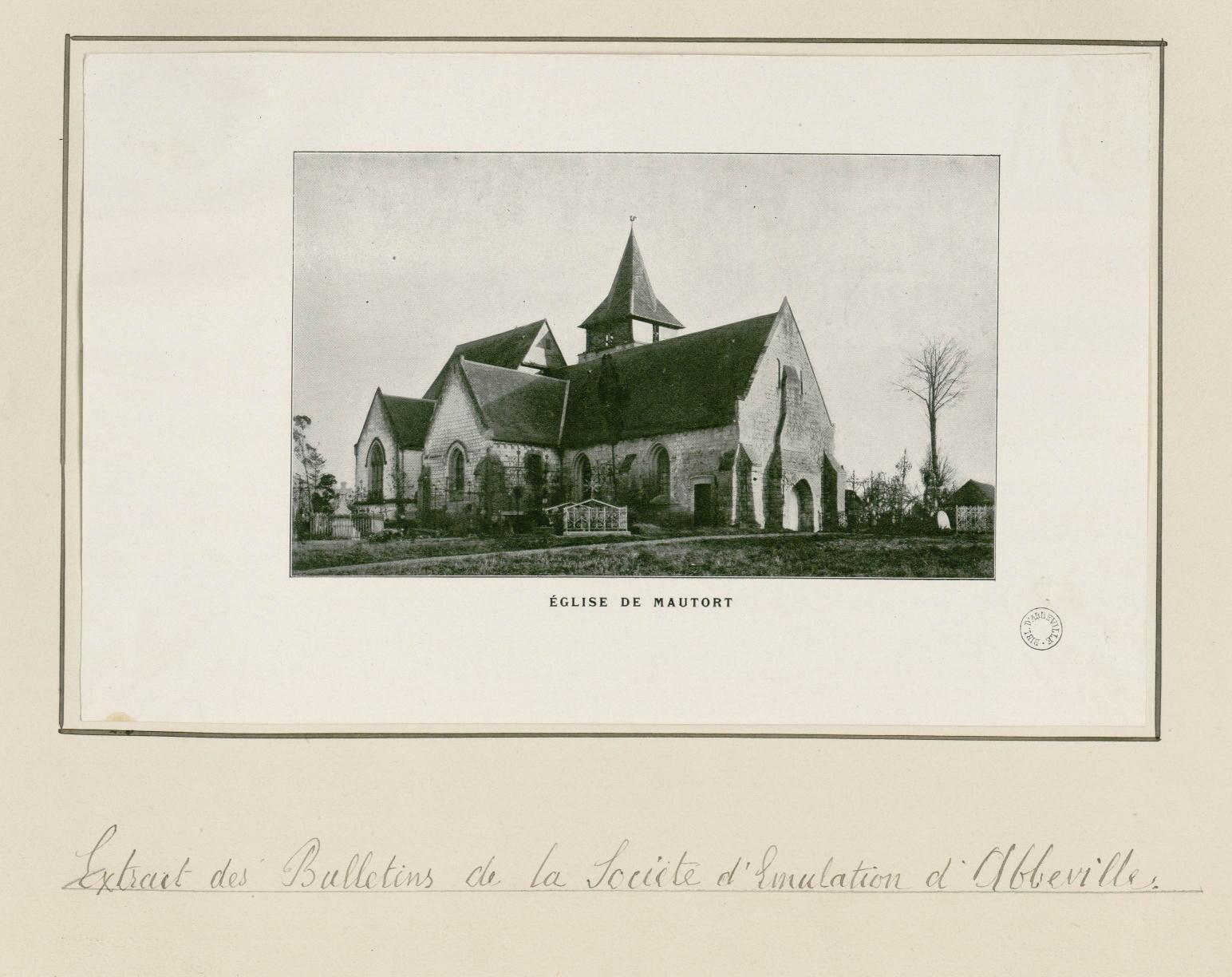
Photographie de 1907[68].
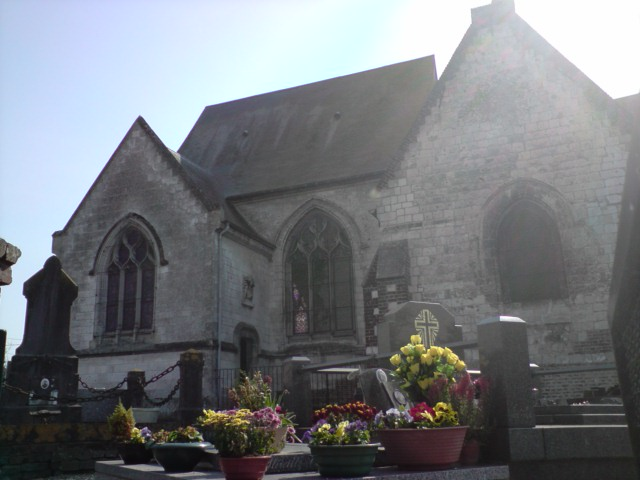
Photographie de 2010.

.

## Liste des prêtres et desservants de Saint-Silvin de Mautort
| Nom | Lieu de naissance     | Dates de vie                      | Dates de charge       | Paroisse de rattachement | Notes |
| --- | --------------------- | --------------------------------- | --------------------- | ------------------------ | --- |
| Nicolas DEGOUY | n/a                   | ... - 1748?                       | années 1720 - 1748    | Mautort                  | |
| Jean-Antoine MAURICE DE BAISNAT | Abbeville             | n/a                               | 1748 - janvier 1776   | Mautort                  | Maurice de Baisnat est le fils du seigneur de Baisnat et de Domqueur. Il quitta la cure de Mautort en 1776 pour être investi chanoine de l'église Saint-Vulfran. |
| La paroisse demeura sans curé (janvier - juin 1776). |                       |                                   |                       |                          | |
| Pierre-Denis BOUTEILLIER | n/a                   | ... - 1809                        | juin 1776 - juin 1791 | Mautort                  | Il officia comme prêtre libre à partir de 1791 et se chargea d'inhumer les défunts. En 1804, son église devint annexe de celle de Cambron. |
| Les fidèles du faubourg de Mautort furent rattachés à la paroisse de Cambron (juin 1791 - 1875). |                       |                                   |                       |                          | |
| Claude-Nicolas LEULLIER | Andainville           | 1735 - 1797                       | 1772 - 1797           | Cambron                  | |
| Denis THIÉBAULT | Mons-Boubert          | 1737 - 24 septembre 1817          | 1797 - 1817           | Cambron                  | |
| François-Philippe BACHELIER | Abbeville             | 4 décembre 1764 - 19 juin 1820    | 1817 - 1820           | Cambron                  | Il fut vicaire de la Trinité d'Eu, professeur et aumônier au lycée de Gand (Belgique) puis principal du collège d'Enghien avant d'être curé desservant de Mautort et de Cambron. |
| Alexandre-François-Florentin BACQUET | Limeux                | ... - 1822?                       | 1820 - 1822           | Cambron                  | |
| La paroisse demeura sans curé et ce fut le curé de Rouvroy, Jean-Baptiste-François-Sulpice Hopin,, qui se chargea dans son église du catéchisme et du baptême des enfants de Mautort et de Cambron. Il « était secondé par [...] l'aumônier du régiment alors en garnison à Abbeville ». (1822 - 1828). |                       |                                   |                       |                          | |
| Pierre-Étienne FRÉVILLE | Agenvillers           | ... - 1832?                       | 1828 - 1832           | Cambron                  | |
| Louis-Théodore THIÉBAULT | Ailly-le-Haut-Clocher | 12 février 1807 - 10 février 1873 | 1832 - 1873           | Cambron                  | |
| ... LECOINTE | n/a                   | 1838 - ...                        | 1864 - 1871           | Cambron                  | En 1871, il devint curé desservant de Liercourt. |
| Gauthier LARTISIEN | Bourseville           | 1840 - 1888                       | janvier 1872 - 1875   | Cambron                  | En 1875, il devint curé desservant de Mautort. |
| La paroisse de Mautort fut recréée (1875 - 1910). |                       |                                   |                       |                          | |
| Gauthier LARTISIEN | Bourseville           | 1840 - 1888                       | 1875 - 1888           | Mautort                  | |
| Léopold RANÇON | n/a                   | ... - avril 1910                  | 1888 - 1910           | Mautort                  | Curé de Mautort, il devint membre correspondant de la Société d'émulation le 4 décembre 1903. Il promut notamment auprès du président d'honneur Ernest Prarond la programmation de fouilles archéologiques au lieu-dit Marca situé à 6 km d'Abbeville, près de la route qui conduit de Mautort à Moyenneville, où se trouvaient les restes d'une villa gallo-romaine. Il livra les résultats de ses fouilles dans une intervention réalisée à la séance du 7 décembre 1905 et reçut en récompense une médaille de bronze de la Société d'émulation. En 1907, l'abbé Rançon fut lauréat de la Société des antiquaires de Picardie pour sa Monographie de Mautort. |
| L'église « n'eut plus de curé résidant sur la paroisse mais un desservant M. le curé de Rouvroy » (à partir de 1910). |                       |                                   |                       |                          | |